# گرودنو
گرودنو (به بلاروسی: Гродна) شهری در بلاروس و مرکز منطقه گرودنو می‌باشد که در نزدیکی مرز لهستان و لیتوانی واقع شده است.

## ویژگی‌ها
گرودنو ۱۴۲٫۱۱ کیلومترمربع مساحت دارد و ۱۳۷ متر بالاتر از سطح دریا واقع شده‌است.